# Pentanisia confertifolia
Pentanisia confertifolia är en måreväxtart som först beskrevs av John Gilbert Baker, och fick sitt nu gällande namn av Bernard Verdcourt. Pentanisia confertifolia ingår i släktet Pentanisia och familjen måreväxter.
Artens utbredningsområde är Zambia. Inga underarter finns listade i Catalogue of Life.